# Футабакай
Футабакай (яп. 双葉会(陸軍), «Товариство подвійних листів»)  — японське таємне військове таємне товариство 1920-х років.
Таємне японське військове товариство «Футабакай» було одним із багатьох японських ультранаціоналістичних таємних товариств що діяли в  Японській імперії, та які виникли в імператорській армії Японської імперії від початку Реставрації Мейдзі до початку другої світової війни. Таємне військове товариство «Футабакай» складався в основному з офіцерів середньої ланки (полковників і майорів), які закінчили військову академію армії Японської імперії між 1907–1916 роками, які  вважали, що їхні перспективи отримати підвищення до чину генералів японської армії дуже невеликі через домінування у вищих чинах військових офіцерів з колишнього домену «Тьосю-хан». Хоча таємне військове товариство «Футабакай» спочатку було засновано для очищення імператорської армії Японської імперії від «корумпованих» елементів, пізніше воно стало пов’язане з питаннями зовнішньої політики та були під впливом творів японських націоналістів пана Іккі Кіта та пана Шумей Окави.
Таємне військове товариство «Футабакай» не має жодного зв'язку з сучасною японською організацією відомою як «якудза», що базується у Фукуоці.